# Arnold Volpe
Arnold Volpe   (Kaunas, 9 de juliol de 1869 - Miami, 2 de febrer de 1940) va ser un compositor i director d'orquestra americà d'origen lituà.
Va compondre principalment música de cambra, inclòs un quartet de corda, a més d'una masurca per a violí i orquestra. Va fundar els concerts de l'Estadi Lewisohn a la ciutat de Nova York i lorquestra simfònica de la Universitat de Miami, i va dirigir cinc produccions per a la Washington National Opera, una empresa semi professional fundada el 1919 i no associada al seu homònim actual, començant tard en la seva primera temporada. Estava emparentat amb el compositor Stefan Wolpe.

## Biografia
Va néixer el 9 de juliol de 1869. Va emigrar de l'Imperi rus als Estats Units el 1898. Es va casar amb Marie Michelson. Va morir el 2 de febrer de 1940 a Miami, Florida. La seva vídua va morir el 1970.